# Луїс Діас (колумбійський футболіст)
Луїс Фернандо Діас (ісп. Luis Fernando Díaz, нар. 13 січня 1997, Барранкас) — колумбійський футболіст, вінгер клубу «Баварія» та національної збірної Колумбії.

## Клубна кар'єра
Народився 13 січня 1997 року в місті Барранкас. У сім'ї крім нього було два брати та сестра. Походить із племені вайю. Батько тренував футбольну команду при школі за яку він і грав. 2015 року на чемпіонаті Латинської Америки з футболу серед корінних народів в Чилі у складі збірної Колумбії дістався фіналу, де вона програла Парагваю. На турнірі Діас забив 4 м'ячі у 5 матчах.  
Вихованець футбольної школи клубу «Барранкілья». Дорослу футбольну кар'єру розпочав 2016 року в основній команді того ж клубу в матчі проти «Депортиво Перейра», в якій провів один сезон, взявши участь у 34 матчах чемпіонату в другому дивізіоні колумбійської першості, відразу ставши основним гравцем команди.
До складу клубу найвищого колумбійського дивізіону «Атлетіко Хуніор» приєднався 2017 року. У перший же рік виступів він став разом із командою володарем Кубка Колумбії, а в 2018 роках виграв із командою Фіналізасьйон, а в 2019 році виграв із командою й Суперлігу Колумбії.
10 липня 2019 підписав 5-річний контракт з «Порту».
30 січня 2022 року перейшов до «Ліверпуля».

## Виступи за збірні
2017 року залучався до складу молодіжної збірної Колумбії. На молодіжному рівні зіграв у 5 офіційних матчах.
2018 року дебютував в офіційних матчах у складі національної збірної Колумбії. У складі команди брав участь у Кубок Америки з футболу 2019 року, де колумбійська збірна у чвертьфіналі в серії післяматчевих пенальті поступилась збірній Чилі.
| Дата      | Місто               | Господарі      | Результат               | Гості    | Турнір                          | Голи | Примітки |
| --------- | ------------------- | -------------- | ----------------------- | -------- | ------------------------------- | ---- | -------- |
| 11-9-2018 | Іст-Ратерфорд       | Аргентина      | 0 – 0                   | Колумбія | товариський матч                | -    | 78'      |
| 22-3-2019 | Йокогама            | Японія         | 0 – 1                   | Колумбія | товариський матч                | -    | 79'      |
| 26-3-2019 | Сеул                | Південна Корея | 2 – 1                   | Колумбія | товариський матч                | 1    | 45+1'    |
| 4-6-2019  | Богота              | Колумбія       | 3 – 0                   | Панама   | товариський матч                | -    | 46'      |
| 9-6-2019  | Ліма                | Перу           | 0 – 3                   | Колумбія | товариський матч                | -    | 74'      |
| 19-6-2019 | Сан-Паулу           | Колумбія       | 1 – 0                   | Катар    | Копа Америка 2019 - 1-й етап    | -    | 75'      |
| 23-6-2019 | Салвадор (Бразилія) | Колумбія       | 1 – 0                   | Парагвай | Копа Америка 2019 - 1-й етап    | -    |          |
| 29-6-2019 | Сан-Паулу           | Колумбія       | 0 – 0 д.ч. (4 – 5 п.п.) | Чилі     | Копа Америка 2019 - чвертьфінал | -    | 81'      |
| Усього    |                     | Матчів         | 8                       |          | Голів                           | 1    |          |

## Титули та досягнення
- Чемпіон Фіналізасьйон — 2018
- Переможець Суперліги Колумбії — 2019
- Володар Кубка Колумбії — 2017
- Чемпіон Португалії: 2019–20
- Володар Кубка Португалії: 2019–20
- Володар Суперкубка Португалії: 2020
- Володар Кубка Футбольної ліги: 2021–22, 2023–24
- Володар Кубка Англії: 2021–22
- Володар Суперкубка Англії: 2022
- Чемпіон Англії: 2024–25
- Володар Суперкубка Німеччини: 2025

Збірні
- Бронзовий призер Кубка Америки: 2021